# Hatchite
La hatchite è un minerale.